# James Harris (5e comte de Malmesbury)
Pour les articles homonymes, voir James Harris.
James Edward Harris (18 décembre 1872 - 12 juin 1950) est un pair britannique et un homme politique conservateur.

## Biographie
Il est le fils aîné d’Edward Harris, 4e comte de Malmesbury, et lui succède en 1899. Par l'intermédiaire de sa grand-mère Emma Wylly Chambers, il est un descendant de David Mathews, maire loyaliste de New York pendant la Guerre d'indépendance des États-Unis et un descendant de la famille américaine Schuyler. 
Il est secrétaire particulier (non rémunéré) auprès du sous-secrétaire d'État aux colonies, William Onslow, en 1901, et membre du London County Council de 1904 à 1905. Entre 1922 et 1924, il remplit les fonctions de Lord-in-waiting (whip du gouvernement à la Chambre des lords) sous les gouvernements de Andrew Bonar Law, puis Stanley Baldwin. Il revient ensuite à la politique locale et est président du Hampshire County Council de 1927 à 1937. 
Lord Malmesbury épouse Dorothy Gough-Calthorpe, fille d'Augustus Gough-Calthorpe, 6e baron Calthorpe, le 27 avril 1905. Ils ont deux enfants: 
- Elizabeth Harris (née le 8 janvier 1906) a épousé John Fremantle, 4e baron Cottesloe.
- William Harris, 6e comte de Malmesbury (1907 - 2000)

Lord Malmesbury est décédé en juin 1950, à l'âge de 77 ans. Son fils unique, William, lui a succédé. 